# ماري نغ
ماري نغ (بالإنجليزية: Mary Ng)‏ هي سياسية كندية من الحزب الليبرالي ولدت في يوم 16 ديسمبر 1968 في هونغ كونغ. درست العلوم السياسية في جامعة تورنتو. أنتخبت كعضوة في مجلس النواب الكندي في سنة 2017. اختارها رئيس الوزراء الكندي جاستن ترودو لشغل منصب وزيرة الأعمال الصغيرة والتجارة الدولية.